# Xã Glacier, Quận Stutsman, Bắc Dakota
Xã Glacier (tiếng Anh: Glacier Township) là một xã thuộc quận Stutsman, tiểu bang Bắc Dakota, Hoa Kỳ. Năm 2010, dân số của xã này là 22 người.